# CE Sabadell FC
A CE Sabadell FC, teljes nevén Centre d'Esports Sabadell Futbol Club egy spanyol labdarúgócsapat. A klubot 1903-ban alapították, jelenleg a harmadosztályban szerepel.

## Jelenlegi keret
| # |     | Poszt | Név               |
| - | --- | ----- | ----------------- |
|   | ESP | K     | Xavi Ginard       |
|   | ESP | K     | David De Navas    |
|   | ESP | K     | Adrià Mir         |
|   | ESP | V     | Chapi Arnau       |
|   | ESP | V     | Xavi Pelegrí      |
|   | ESP | V     | Jaume Berlanga    |
|   | ESP | V     | Pep Pagès         |
|   | ESP | V     | David Bermudo     |
|   | ESP | V     | Agustín Fernández |
|   | ESP | KP    | Julián Robles     |

| # |                   | Poszt | Név                |
| - | ----------------- | ----- | ------------------ |
|   | Egyenlítői-Guinea | KP    | Juvenal Edjogo     |
|   | ESP               | KP    | Pepe Castell       |
|   | ESP               | KP    | Albert Puigdollers |
|   | ESP               | KP    | Jordi Sánchez      |
|   | ESP               | KP    | Alex Ruiz          |
|   | ESP               | CS    | Joel Álvarez       |
|   | ESP               | CS    | Jesus Milan        |
|   | ESP               | CS    | Axel Vizuete       |
|   | ESP               | CS    | Roberto Morales    |
|   | ESP               | CS    | Arnal Llibert      |

## Sikerek
- 1 VVK-részvétel (1969-70)
- 1 Kupadöntő (1934-35)
- 1 Campeonato de España 1913
- 1 Copa Catalunya (1933-34)
- 1 RFEF Cup (1999-00)
- 3 Campionat de Catalunya de Segona Categoria (1912-13, 1913-14, 1929-30)
- 2 Segunda División-győzelem (1941-42, 1945-46)
- 6 Segunda División-második hely (1934-35, 1939-40, 1956-57, 1957-58, 1958-59, 1985-86)
- 1 Segunda División B-győzelem (1983-84)
- 4 Tercera División-győzelem (1931-32, 1963-64, 1976-77, 1993-94)
- 2 Tercera División-második hely (1930-31, 1932-33)
- 1 Copa Generalitat-második hely (1990-91)
- 5 Torneig Nostra Catalunya Champion (1978, 1979, 1988, 1989, 1990)
- 2 Torneig Nostra Catalunya Runner-up (1980, 1984)

## Az eddigi összes szezon
| Szezon    | Osztály          | Poz.           | Copa del Rey |
| --------- | ---------------- | -------------- | ------------ |
| 1930-1931 | Tercera División | 2.             | 2. kör       |
| 1931-1932 | Tercera División | 1.             |              |
| 1932-1933 | Tercera División | 2. (feljutott) |              |
| 1933-1934 | Segunda División | 9.             | 1. kör       |
| 1934-1935 | Segunda División | 2.             | Döntős       |
| 1935-1936 | Segunda División | 5.             |              |
|           |                  |                |              |
| 1939-1940 | Segunda División | 2.             |              |
| 1940-1941 | Segunda División | 9.             | 1. kör       |
| 1941-1942 | Segunda División | 1.             | 1. kör       |
| 1942-1943 | Segunda División | 2. (feljutott) | 1. kör       |
| 1943-1944 | Primera División | 9.             | Negyeddöntős |
| 1944-1945 | Primera División | 13. (kiesett)  | 1. kör       |
| 1945-1946 | Segunda División | 1. (feljutott) | 1. kör       |
| 1946-1947 | Primera División | 5.             | Negyeddöntős |
| 1947-1948 | Primera División | 12.            | 6. kör       |
| 1948-1949 | Primera División | 14. (kiesett)  | 4. kör       |
| 1949-1950 | Segunda División | 6.             | 2. kör       |
| 1950-1951 | Segunda División | 3.             |              |
| 1951-1952 | Segunda División | 4.             |              |
| 1952-1953 | Segunda División | 11.            | 1. kör       |
| 1953-1954 | Segunda División | 6.             |              |
| 1954-1955 | Segunda División | 10.            |              |
| 1955-1956 | Segunda División | 5.             |              |
| 1956-1957 | Segunda División | 2.             |              |
| 1957-1958 | Segunda División | 2.             |              |
| 1958-1959 | Segunda División | 2.             | 1. kör       |
| 1959-1960 | Segunda División | 7.             | 2. kör       |
| 1960-1961 | Segunda División | 6.             | 1. kör       |
| 1961-1962 | Segunda División | 8.             | 2. kör       |
| 1962-1963 | Segunda División | 16. (kiesett)  | 1st round    |
| 1963-1964 | Tercera División | 1. (feljutott) |              |
| 1964-1965 | Segunda División | 2. (feljutott) | 1. kör       |
| 1965-1966 | Primera División | 14.            | Negyeddöntős |
| 1966-1967 | Primera División | 8.             | 2. kör       |
| 1967-1968 | Primera División | 12.            | 2. kör       |
| 1968-1969 | Primera División | 4.             | 1. kör       |
| 1969-1970 | Primera División | 13.            | Negyeddöntős |
| 1970-1971 | Primera División | 13.            | 5. kör       |

| Szezon    | Osztály          | Poz.           | Copa del Rey  |
| --------- | ---------------- | -------------- | ------------- |
| 1971-1972 | Primera División | 18. (kiesett)  | 4. kör        |
| 1972-1973 | Segunda División | 12.            | 5. kör        |
| 1973-1974 | Segunda División | 15.            | Nyolcaddöntős |
| 1974-1975 | Segunda División | 19. (kiesett)  | 4. kör        |
| 1975-1976 | Tercera División | 6.             | 2. kör        |
| 1976-1977 | Tercera División | 1. (feljutott) | 1. kör        |
| 1977-1978 | Segunda División | 6.             | 4. kör        |
| 1978-1979 | Segunda División | 12.            | 1. kör        |
| 1979-1980 | Segunda División | 6.             | 4. kör        |
| 1980-81   | Segunda División | 7.             | 2. kör        |
| 1981-82   | Segunda División | 11.            | 2. kör        |
| 1982-1983 | Segunda División | 18. (kiesett)  | 2. kör        |
| 1983-1984 | 2ªB              | 1. (feljutott) | 4. kör        |
| 1984-1985 | Segunda División | 4.             | Nyolcaddöntős |
| 1985-1986 | Segunda División | 2. (feljutott) | Negyeddöntős  |
| 1986-1987 | Primera División | 15.            | 3. kör        |
| 1987-1988 | Primera División | 19. (kiesett)  | Negyeddöntős  |
| 1988-1989 | Segunda División | 13.            | 4. kör        |
| 1989-1990 | Segunda División | 7.             | Nyolcaddöntős |
| 1990-91   | Segunda División | 12.            | 4. kör        |
| 1991-92   | Segunda División | 9.             | 4. kör        |
| 1992-1993 | Segunda División | 20. (kiesett)  | 5. kör        |
| 1993-1994 | Tercera División | 1. (feljutott) | 1. kör        |
| 1994-1995 | 2ªB              | 11.            | 2. kör        |
| 1995-1996 | 2ªB              | 16.            |               |
| 1996-1997 | 2ªB              | 11.            |               |
| 1997-1998 | 2ªB              | 11.            |               |
| 1998-1999 | 2ªB              | 7.             |               |
| 1999-2000 | 2ªB              | 13.            |               |
| 2000-2001 | 2ªB              | 3.             |               |
| 2001-2002 | 2ªB              | 14.            | 1. kör        |
| 2002-2003 | 2ªB              | 7.             |               |
| 2003-2004 | 2ªB              | 16.            | 2. kör        |
| 2004-2005 | 2ªB              | 13.            |               |
| 2005-2006 | 2ªB              | 18. (kiesett)  |               |
| 2006-2007 | Tercera División | 3. (feljutott) |               |
| 2007-2008 | 2ªB              | 14.            |               |
| 2008-2009 | 2ªB              | 4.             |               |
| 2009-2010 | 2ªB              |                | 2. kör        |

## Ismertebb játékosok
| - Antoni Estruch - Pere Monistrol - Joaquim Rubies - Vicenç Gràcia - Miquel Gual - Fifo Navarro - Pedro Zaballa - Josep Palau - Ramón Montesinos - José Luis Garzón Sr. - Lino Gutiérrez - Tanco - Xavier Aguado - Joan Barbara - Robert Elvira - Joaquim Saura - José Luis Garzón Jr. - Manel Martínez - Piti - Santi Navarro - Manolo Garcia - Jordi González - Josep Maria Sala - Genís Garcia - Ángel Sertucha |  | - Periko Alonso - Juli Gonzalvo - Josep Gonzalvo - Juan Velasco - Jesús Pereda - Jenaro Roig - Pepe Martinez - Ramón Marañón - Manolo - Rafael Marañón - Isidro Sánchez - Miguel Ángel - Keko - Nacho - Cecilio Zunzunegui - Joan Capó - Diego Torres - Jordi Lardín - Manuel Almunia - Genaro Celayeta - Juan José Estella - Nando - Juan José Rubio - Vicente Sánchez Felip |  | - Omar Sánchez - Eduardo Rotondi - Julio Zamora - Gilson - Cícero Ramalho - Brasi - Lacsezar Tanev - Thomas Nkono - Lukas Tudor - Kenneth Brylle Larsen - Alberto Edjogo - Philippe Godoy - Nyers István - Blagoje Kitanovski - Jan Peters - Jarosław Jedynak - Vicente Raul Jara - Vicente Anastasio Jara - Ramón Hicks - Orlando Jiménez - Juan Seminario - JJuan Reynoso - Mario Pini - Eduardo Pereira - Miguel Bossio |

## Himnusz
A himnusz meghallgatható itt
Cantem, cantem la joia indefinida

de veure el Sabadell entre els millors

després d'uns anys de lluita decidida

han assolit ressò nostres colors.
Alcem la copa així, ben alta

en honor del futbol de Sabadell.

Ciutat aimada que somriu i canta

donant goig i prestigi al joc més bell.
Honor al Sabadell! Honor à la Ciutat!

i visca el nostre club sempre estimat!
Cantem,  cantem al Club de tanta història

forjada amb tants neguits i tants afanys.

Lluitant per assolir aquesta glòria

que ens ha portat l'esforç tants i tants anys.
Alcem la copa així, ben alta

en honor del futbol de Sabadell.

Ciutat aimada treballadora

ben units el més jove i el més vell.
Honor al Sabadell! Honor à la Ciutat!

i visca el nostre Club sempre estimat!

## Külső hivatkozások
- Hivatalos weboldal
- cesabadell.org
- cesabadell.info
- Arlekinats.com
- Penya Argentina CE Sabadell "Carles Fité-Toni Padilla"